# Krystian Kierski
Krystian (Chrystian) Kierski herbu Jastrzębiec – kasztelan rogoziński w latach 1697-1699, cześnik poznański w latach 1685-1697, surogator poznański w 1688/1689 roku.
Poseł sejmiku średzkiego na sejm nadzwyczajny 1688/1689 roku, sejm 1695 roku. Sędzia kapturowy sądu grodzkiego poznańskiego w 1696 roku. Marszałek sejmiku przedsejmowego województw poznańskiego i kaliskiego w 1697 roku. 